# You're Beautiful
You're Beautiful és una cançó de música pop coescrita pel cantant James Blunt, Sasha Skarbek i Amanda Ghost que forma part de l'àlbum de debut de James Blunt Back to Bedlam (2004). Va ser llençat com el tercer senzill de l'àlbum l'any 2005. En el Regne Unit i Austràlia la cançó assolí el número 1 i el número 2 respectivament. També aconseguí el número 1 al Canadà i als Estats Units. En el 2006, la cançó guanyà el premi Ivor Novello. A més, té l'honor de ser l'única cançó britànica que ha encapçalat la llista Top Latino.
Segons la United World Chart, "You're Beautiful" és la tercera cançó més reeixida des de 1998, amb 9.469.000 punts, només superada per la cançó de Cher "Believe" i "Hips Don't Lie" de Shakira.

## Guardons
Nominacions
- 2007: Grammy a la gravació de l'any